# Gioacchino Pagliei
Gioacchino Pagliei, né en 1852 à Subiaco dans le Latium, et mort le 23 août 1896 à Rome, est un peintre italien qui travaille dans le style néo-pompéien.

## Éducation et carrière
Pagliei étudie à Rome, à l'Accademia di San Luca, où en 1871, il  remporte un prix pour un dessin et un essai. En 1875, il remporte le concours Stanziani.
Disciple de F. Grandi, il travaille à la décoration de l'église de San Lorenzo in Damaso. Il travaille également au Palazzo del Quirinale et au Villino Gamberini.
Son style de peinture à l'huile suit le style néo-pompéien.
Il a été présenté à la Società degli Amatori e Cultori delle Belle Arti dans les années 1880, où il expose Un Costume de l'Empire, 1882; L'Embarras, 1884; et Nella scala, 1895-1896.

## Œuvres
Ses œuvres comprennent :
- Les Naïades, 1881
- Gallant Dragoon
- Touches de finition
- La danse
- Au Bal

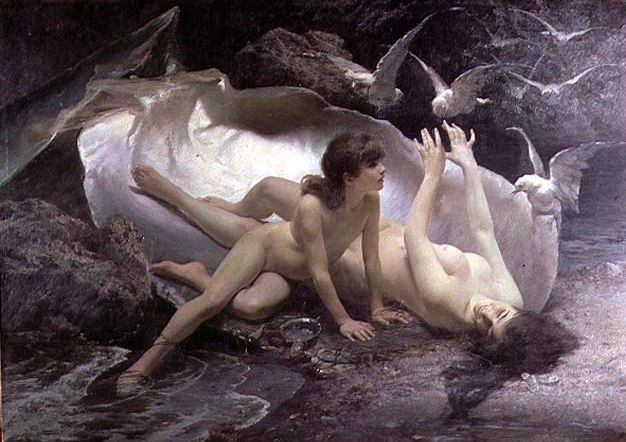
Les Naïades, 1881

- Jeunes filles dansant près d'une fontaine
- Un Costume de l'Empire, 1882
- L'Embarras, 1884
- Nella scala, 1895-1896.